# 올리버 잭슨코언
올리버 잭슨코언(Oliver Jackson-Cohen, 1986년 10월 24일 ~ )은 잉글랜드의 배우이다. 웨스트민스터 출신으로, 이집트계와 튀니지계 유대인 부모 사이에서 태어났다.

## 출연 작품
- 복수자 - 킬러 역
- 인비저블맨 - 애드리안 역